# Le Tour du monde en miniature
Le Tour du monde en miniature est une suite pour piano composée par Alexandre Tansman en 1933.

## Contexte historique
Alexandre Tansman compose ses quinze « feuillets de voyage » lors de sa tournée en Extrême-Orient jusqu'à son retour en Europe. L'œuvre est créée en 1934 à la BBC par le compositeur lui-même.

## Structure
1. Coconut-Grove, Hollywood, California : Lento (Tempo di Blues)
2. Waikiki Beach à Honolulu (Hawaii) : Moderato commodo
3. Plainte de Nikko, Japan : Lento
4. Le Marché aux oiseaux de Shanghai, Chine : Allegro giocoso
5. Gongs dans un temple de Hong Kong : Lento
6. Les Îles Philippine : Allegro Barbaro
7. Le Charmeur de serpent à Singapore : Ad libitum
8. Les Singes dans la jungle de Penang, Malaysia : Presto
9. La Flûte de bambou dans une forêt de Bandoeng, Java : Allegretto grazioso
10. Le Gamelan à Bali, Wayang : Lento
11. Les Éléphants blancs à Ceylon, Sri Lanka : Moderato
12. Les Tours du silence à Bombay, India : Moderato
13. La Nuit sur le Nil : Andante cantabile
14. Port de Sollér, Îles Baléares : Allegretto grazioso
15. Naples, Italie (Tarentelle) : Presto

## Analyse
Dans cette suite, Tansman utilise des thèmes indigènes, notés sur place, ou essaye de rendre une ambiance, comme il le dit lui-même. « Plusieurs morceaux sont construits sur une pédale, rythmique ou mélodique, procédé commun à presque toute la musique populaire de l'extrême-Orient », ce qui rejoint son goût pour l'ostinato.